# Ландолина, Саверио
 Саверио Ландолина Нава  (итал. Saverio Landolina Nava; 17 февраля 1743, Катания (Сицилия) — 1814, Сиракузы) — итальянский историк и археолог.

## Биография
Саверио Ландолина происходил из небогатого, но древнего сицилийского рода. Многие представители дворянских семей в Апулии и Сицилии в XVIII в. стали проявлять интерес к естествознанию, античности, национальной истории и археологии. Ландолина был человеком обширных знаний, активным членом масонского движения. В 1803—1814 годах был хранителем древностей при Неаполитанском королевском дворе в Валь-ди-Ното и Роччелла-Вальдемоне (Сицилия). Руководил многими археологическими раскопками в Сиракузах. Он был также известным ботаником, получившим известность среди естествоиспытателей благодаря деятельности по защите редкой колонии местных папирусов (Cyperus papyrus), растущих по берегам реки Киан.
В 1804 году Саверио Ландолина обнаружил в руинах древнегреческого нимфея в Сиракузах античную статую типа «Афродита Анадиомена» (Выходящая из моря), или Venus Pudica («Венера Стыдливая») (римская копия II века. н. э. с древнегреческого оригинала), которая ныне находится в Сиракузском археологическом музее под названиями «Венера Сиракузская», или «Венера Ландолинская» (Venus Landolina). Именно Саверио Ландолина был инициатором создания в Сиракузах Национального археологического музея. Однако археологический музей (Museo Archeologico Regionale Paolo Orsi) был открыт только в 1886 году недалеко от Виллы Ландолина, где хранились многие археологические артефакты, и назван по имени итальянского археолога Паоло Орси, который был директором музея в 1895—1934 годах.